# هايدن مورلي
هايدن مورلي (بالإنجليزية: Haydn Morley)‏ (26 نوفمبر 1863 بدربي في المملكة المتحدة - 1953) هو لاعب كرة قدم بريطاني (وحمل سابقاً جنسية المملكة المتحدة لبريطانيا العظمى وأيرلندا) في مركز الدفاع. لعب مع ديربي كاونتي وشيفيلد وينزداي ونوتس كاونتي.